# União da Bola F.C.
O União da Bola Futebol Clube, mais conhecido como União ou União da Bola, é um clube de futebol português sediado no Funchal, Madeira. Disputa, atualmente, a Divisão de Honra da AF Madeira, tendo os jogos em casa no Campo de Futebol Adelino Rodrigues.
Fundado em 2022, este é um clube fénix do C.F. União, extinto em 2021 depois de uma crise financeira que fechou uma história que incluiu seis presenças na Primeira Liga. A mais recente foi em 2015–16. O clube renascido pretendeu "fazer emergir o espírito unionista, honrar o seu legado e erguer o «União da Bola»".
Começou o percurso na 1.ª Divisão da AF Madeira, conseguindo a subida à Divisão de Honra na época de 2024–25.

## História
A fundação do clube aconteceu em agosto de 2022, assumindo-se como clube fénix do C.F. União, extinto em novembro do ano anterior. Com o objetivo de alcançar, no futuro, os campeonatos nacionais de futebol sénior, a comissão instaladora foi formada por André Gonçalves, Hugo Valdemar Fernandes, Nuno Açafrão, Nuno Barros Sousa, Rómulo Soares Coelho, Ruben Andrade e Tânia Abreu.
O registo oficial na A.F. Madeira foi oficializada dias depois, a 8 de setembro de 2022. A estreia em jogos oficiais aconteceu a 12 de novembro de 2022, acabando com uma derrota fora de portas (0–1) diante do Choupana F.C. A primeira vitória foi uma semana depois, em casa, por 1–0 contra o C.D. Carvalheiro.
Na primeira temporada, o União da Bola acabou o campeonato na sétima posição entre oito equipas. Assim, voltou a disputar a 1.ª Divisão da AFM na temporada seguinte, estando na luta pela promoção: terminou em terceiro, a dois pontos da zona de subida. Entretanto, em fevereiro de 2023, Rómulo Coelho foi eleito como o primeiro presidente do União da Bola.
Em 2024–25, o União da Bola voltou a disputar a 1.ª Divisão da AF Madeira. Depois de lutar até ao fim pela promoção, a equipa terminou o campeonato na terceira posição. Uma derrota administrativa imposta ao segundo classificado, Juventude de Gaula, deixou o União da Bola em segundo. Assim, foi garantida a promoção à Divisão de Honra.

## Estádio

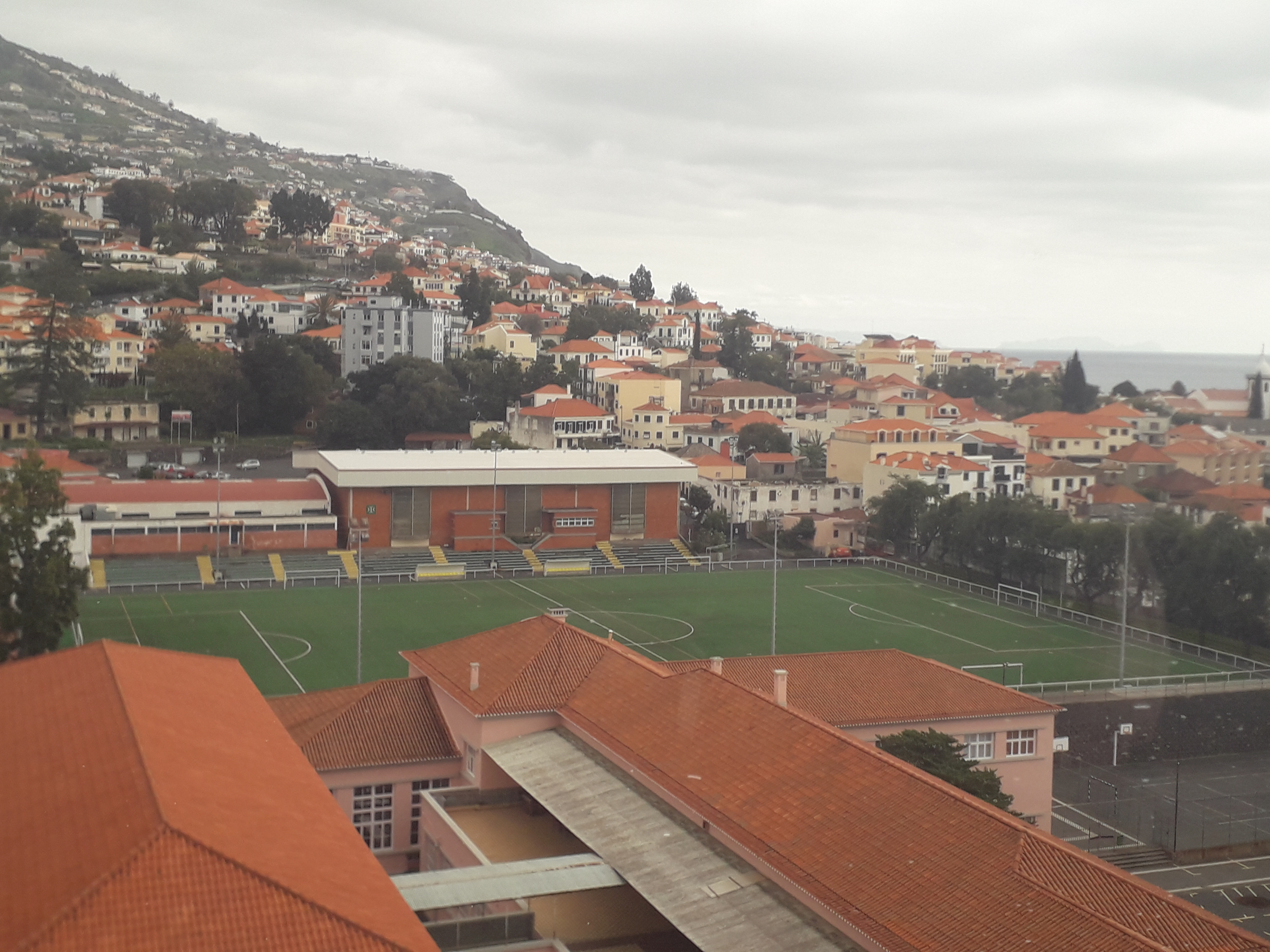
Campo de Futebol Adelino Rodrigues

O União da Bola ficou a jogar no Campo de Futebol Adelino Rodrigues, tal como o C.F. União na sua fase final. Está localizado no centro do Funchal. No recinto, jogam também o Sporting da Madeira e o CF Carvalheiro.